# Иннова
Иннова (англ. Innova) — российский издатель и компания по локализации видеоигр со штаб-квартирой в Москве.
Самый известный проект — Lineage 2 от корейской компании NCSoft, количество зарегистрированных пользователей которой в России превысило три миллиона.
Компания адаптировала и запустила в России и СНГ онлайн-игры Blade & Soul, Aion, Point Blank, RF Online, R2 Online, Ragnarok Online, PlanetSide 2, Dragon’s Prophet, Kingdom Under Fire II, АРВ: Reloaded, Halo Online, Black Desert Online.
Среди партнеров компании — NCSoft, Zepetto, CCR Inc., Webzen, NEXON, Bigpoint, Microsoft, Daybreak Game Company LLC, Blueside и другие.

## Описание
Компания была основана в 2006 году. В число её основателей вошли Георгий Чумбуридзе, Олег Самбикин и Василий Медведев. В 2009 году Самбикин и Медведев вышли из числа акционеров и основали компанию-разработчика Syncopate[3][4][5].
На момент создания компании рынок онлайн-игр в России находился в «серой зоне», адаптацией иностранных игр в основном занимались «пираты». Первой лицензионной игрой, выпущенной компанией, стала RF Online (Rising Force Online) от корейской компании CCR[6][7].
В 2007—2018 годах Иннова локализовала и издала в России 40 массовых многопользовательских онлайн-игр и многопользовательских браузерных игр, в числе которых Lineage II, R2 Online, Aion, Blade & Soul и другие, став одним из крупнейших игроков российского рынка видеоигр[8].
Уже в начале 2010-х годов Иннова вошла в число крупнейших российских интернет-компаний: в рейтинге, опубликованном российским Forbes по итогам 2011 года, она заняла 22-е место с годовой выручкой в 36 миллионов долларов, а спустя год — 23-е место с 50 миллионами долларов оборота[9][13]. В январе 2016 года сообщество пользователей интернет-портала о видеоиграх Goha.ru по итогам голосования присвоило Иннове звание лучшего издателя MMORPG в СНГ в рамках премии Goha Awards 2015[14].

## История
2006 год
- Основание компании.

2007 год
- Релиз первого проекта Инновы — MMO-игры в стиле фэнтези RF Online[10][11]. Серверы игры были запущены 16 января в 23 часа 15 минут.

2008 год
- Запущена игра Lineage II — первая в мире MMO с массовыми битвами, ставшая легендарной в русскоязычном комьюнити ММО-игр.
- Релиз игры R2 Online — классической MMO с разнообразными сражениями в мире фэнтези.
- В России и СНГ заработала платформа Фогейм с единым доступом к играм Инновы.

2009 год
- Релиз командного онлайн-шутера Point Blank, ставшего мировой киберспортивной дисциплиной[12].
- Запущена невероятно красивая онлайн-RPG Aion (игра) со зрелищными боями на земле и в небе.
- Иннова провела первый конкурс «Мисс Lineage 2», который проводился ежегодно до 2017 года включительно.

2010 год
- Запущена игра Атлантика онлайн с уникальной для MMORPG пошаговой системой боя[13].
- В рамках лиги ESL стартовал турнир Point Blank 5х5 Elite Cup, в котором приняло участие 128 команд.

2011 год
- Иннова при поддержке Федерации компьютерного спорта России провела масштабный турнир Point Blank Cyber Series с отборочными турами в 14 городах. Участники боролись за 1 000 000 рублей.
- Запущен онлайн-кинотеатр Ayyo[14].
- Иннова запустила в Европе Lineage II.
- Релиз проекта Bloodline Champions от компании Stunlock Studios[15].

2012 год
- Запущена многопользовательская онлайн-игра в жанре Action — APB: Reloaded.
- Состоялся релиз онлайн-шутера от первого лица Shadow Company[9].
- При сотрудничестве с TouchLab выпущена игра собственной мобильной разработки — Digit War[16].

2013 год
- Релиз PlanetSide 2 от компании Daybreak Game Company (ex Sony Online Entertainment) — масштабной MMOFPS с тысячами игроков и сотнями видов техники в одном бою.
- Иннова провела чемпионат России по Point Blank в 12 городах с грандиозным финалом в Москве.
- Иннова заняла 23-е место в топ-30 крупнейших российских интернет-компаний по версии Forbes[17].
- Запущена онлайн-стратегия Fanuts Fantasy Football и браузерная MMOFPS Offensive Combat[18].

2014 год
- Иннова вышла на рынок мобильных онлайн-игр, запустив онлайн-стратегию Pocket Fort и экшен Chaos Fighters[19].
- Первая реклама платформы Фогейм на телевидении. На телеканалах ТНТ, СТС, 2x2 показаны видеоролики проектов PlanetSide 2, Lineage 2, Point Blank, Aion и «Атлантика»[20].
- Промосайт игры PlanetSide 2 получил престижный приз от FWA AWARDS[21].
- Иннова и StarLadder провели 10-й юбилейный сезон Point Blank SLTV.
- Запущена Lineage 2 Classic — хардкорная версия Lineage 2 времен первых патчей, доступная по платной подписке.

2015 год
- Иннова переехала в новый, более просторный офис. Офис номинирован на премию Best Office Awards, а также отмечен международным сайтом Office Snapshots[22].
- Запущены браузерные онлайн-игры для социальной сети «Вконтакте» Ballistic, Tank Hero и Gladiators online: Death Before Dishonor[23][23].
- Команда Инновы проделала большую работу по адаптации игры Halo Online — шутера от первого лица от компании Microsoft. Планировалось, что проект будет запущен эксклюзивно на территории России, однако релиз так и не состоялся — руководство Microsoft решило переработать игру.
- Запущены мобильные онлайн-игры Chibi Kings, Tiny Fort, Astronest и Earth Keeper (Хранители Земли)[24][25].
- Начал работу информационный портал Фогеймер, редакцию которого возглавил Алексей Макаренков[26].
- Запущен самый масштабный ивент в истории Point Blank в России — «Битва генералов». Четыре недели игроки сражались за призы под знаменами трех армий, возглавляемых нашими комьюнити-менеджерами.
- Анонсирован новый шутер Devil’s Third Online от Томонобу Итагаки и Valhalla Game Studios[27].
- Запущена собственная киберспортивная площадка Инновы — «Арена Фогейм»[28].
- Премия Goha Awards признала Иннову лучшим издателем MMORPG в СНГ[29].
- Запущена браузерная MMOFPS Ballistic[23].

2016 год
- Запущена игра Blade & Soul — Action/ММО со зрелищными боями и соблазнительными персонажами.
- Иннова открыла первый в России парк игрового обучения KidZania Moscow.
- Команда Инновы создала для KidZania Moscow в России официальный сайт, который впоследствии стал использоваться во всем мире.
- Иннова победила в двух номинациях народного голосования «GoHa Awards 2015 — Выбор читателей»: «Самая ожидаемая MMORPG игра» с проектом Blade & Soul и «Лучший издатель MMORPG в СНГ»[29].
- Иннова провела первый в России киберспортивный турнир по Blade & Soul.

2017 год
- Иннова принимает решение сконцентрироваться на игровом онлайн-бизнесе, завершив сопровождение проекта Kidzania в России.
- В киберспортивном клубе Gamer Stadium состоялся первый в России международный турнир по R2 Online. Победа досталась российской команде FreePlay.
- Иннова совместно со StarLadder впервые провела в России мировой чемпионат по Point Blank PBWC`2017.
- Запущена онлайн-игра Kingdom Under Fire 2, гибрид стратегии и MMORPG[30].
- При поддержке Инновы открывается Геймцентр Теле2, в котором локализованы 8 мобильных игр.

2018 год
- Анонсирован запуск Crowfall — MMORPG от создателей Ultima Online, студии ArtCraft[31].
- Обновлена платформа Фогейм — произошел редизайн и появился лаунчер Фогейм Центр.
- Иннова проводит свой первый фестиваль — L2fest, посвященный десятилетию Lineage 2 в России[32].
- Перезапущена одна из старейших MMORPG — Ragnarok Online[33].
- Фогейм становится доступен в Бразилии с онлайн-игрой RF Online.
- На Фогейме открывается точка доступа для Black Desert Online от компании Pearl Abyss[34].

2021 год
- 25 февраля 2021 года Шведский видеоигровой холдинг Enad Global 7, в основном специализирующийся на MMO играх, объявляет о приобретении Инновы за €109,8 млн[35].

2022 год
- 19 апреля 2022 года стало известно о продаже Инновы компанией Enad Global 7. По словам представителей компании Enad Global 7, причиной продажи стали постоянные убытки со стороны Инновы, а потому продажа пойдёт на пользу как Иннове, так и Enad Global 7. Также, после продажи Инновы, Enad Global 7 перестанет вести бизнес в России[36][37].

2023 год
- 6 сентября 2023 запущена игра Aion Classic — MMORPG от создателей Lineage II.

## Инвестиции
В конце 2013 года Иннова выкупила у дочерней компании кувейтской M.H. Alshaya Co. эксклюзивные права на развитие в России, США, Канаде и Франции мексиканской сети парков игрового обучения KidZania.
Также в конце 2013 года Иннова стала совладельцем российской системы цифровой дистрибуции легального видеоконтента Pladform, основанную Арменом Гулиняном. Георгий Чумбуридзе пригласил в проект в качестве соинвестора Ивана Таврина.
В 2016 году произошло слияние Pladform и российского видеохостинга Rutube, в результате которого 33,3 % объединённой компании Ruform перешло холдингу «Газпром-Медиа», а остальные доли были разделены между совладельцами Pladform.

## Игры Инновы
В таблицах приведены годы издания игр компанией Innova. Под «действующими» подразумеваются игры, официальные сервера которых поддерживаются.

### Действующие MMO
| Год  | Игра                | Жанр            | Разработчик |
| ---- | ------------------- | --------------- | ----------- |
| 2008 | Lineage II (Россия) | MMORPG          | NCsoft      |
| 2009 | Aion                | MMORPG          | NCsoft      |
| 2009 | Point Blank         | MMOFPS          | Zepetto     |
| 2011 | Lineage II (ЕU)     | MMORPG          | NCsoft      |
| 2014 | Lineage II Classic  | MMORPG          | NCsoft      |
| 2016 | Blade & Soul        | MMO, action/RPG | NCsoft      |
| 2018 | Ragnarok Online     | MMORPG          | Gravity     |
| 2018 | Black Desert Online | MMORPG          | Pearl Abyss |
| 2019 | Lineage 2 Essence   | MMORPG          | NCsoft      |

### Закрытые
| Год  | Игра                                                        | Жанр                           | Разработчик                   |
| ---- | ----------------------------------------------------------- | ------------------------------ | ----------------------------- |
| 2008 | Ace Online                                                  | MMORPG, шутер                  | MasangSoft                    |
| 2008 | Fotress2/Fortress2 Blue Forever                             | MMORTS                         | CCR Inc.                      |
| 2009 | FreeStyle Online                                            | MMO, спортивный симулятор      | JC Entertainment              |
| 2010 | KartRider                                                   | MMO, аркадная гонка            | Nexon                         |
| 2010 | Crazy Arcade BnB                                            | MMO, аркада, стратегия         | Nexon                         |
| 2010 | Atlantica Online                                            | MMORPG, стратегия              | Ndoors Interactive            |
| 2010 | Бомжи Онлайн                                                | Браузерная MMO, адвенчура      | Адвентура                     |
| 2010 | Астронавты                                                  | Web MMORPG, Education          | Иннова                        |
| 2011 | Bloodline Champions                                         | Top-Down Action-Shooter        | Stunlock Studios              |
| 2012 | АРВ: Reloaded                                               | MMO TPS                        | K2 Network                    |
| 2012 | Shadow Company                                              | MMOFPS                         | Doobic Game Studios           |
| 2012 | Digit War                                                   | Mobile                         | TouchLab                      |
| 2013 | PlanetSide 2                                                | MMOFPS                         | Daybreak Game Company         |
| 2013 | Fanuts Fantasy Football                                     | MMO Strategy                   | Ironuts                       |
| 2013 | Offensive Combat                                            | Браузерная MMOFPS              | U4iA Games                    |
| 2014 | Dragon’s Prophet                                            | MMORPG                         | Runewaker Entertainment       |
| 2014 | Chaos Fighters                                              | Мобильная MMO, action, файтинг | Chengdu Chukong Technology Co |
| 2014 | Pocket Fort                                                 | Мобильная MMORTS               | Noumena Innovations           |
| 2015 | Drakensang                                                  | MMORPG, фэнтези                | Bigpoint                      |
| 2015 | Astronest                                                   | Мобильная MMORTS               | ANGames                       |
| 2015 | Ballistic                                                   | Браузерная ММОFPS              | Rumble Entertainment          |
| 2015 | Earth Keeper (Хранители земли)                              | Мобильная аркада               | Raw Hand                      |
| 2015 | Gladiators online: Death Before Dishonor (Повелители арены) | Браузерная MMO, Action         | Dorado Games                  |
| 2015 | Chibi Kings                                                 | Мобильная MMORPG               | Ekkorr Games                  |
| 2015 | Tiny Fort                                                   | Мобильная MMORTS               | Noumena Innovations           |
| 2015 | Tank Hero                                                   | Браузерная ММО                 | Clapfoot Inc                  |
| 2015 | Devil’s Third Online                                        | MMOFPS                         | Valhalla Games Studio         |
| 2017 | Kingdom Under Fire II                                       | MMORTS, MMORPG                 | Blueside                      |
| 2019 | Ironsight                                                   | MMOFPS                         | Wiple Games                   |
| 2021 | R2 Online                                                   | MMORPG                         | Webzen                        |
| 2022 | Crowfall                                                    | Survival-MMORPG, фэнтези       | ArtCraft                      |
| 2023 | RF Online                                                   | MMORPG                         | CCR Inc.                      |

Мобильные игры с Теле2 (закрыты)
Проекты, запущенные совместно с Теле2 специально для мобильных в 2016 году.
- Охота на пришельцев
- Siege of Heroes: Legends
- Сказки: Три в ряд
- Ночной полет
- Олигарх: Путь к успеху
- Охота Ласки: три в ряд
- Мечом к мечу
- Магия и сокровища: три в ряд
- Мир футбола

## Фогейм
Фогейм — это международная платформа с играми Инновы. В 2011 году Фогейм стартовал в Европе с Lineage 2, а в 2018 выпустил в Бразилии RF Online. С 2014 года на платформе также есть магазин цифровой дистрибуции ключей сингл-игр других компаний, таких как Bethesda, Steam и Uplay. В 2015 году на базе Фогейма появился информационный портал об игровой индустрии «Фогеймер» под руководством Алексея Макаренкова. С лета 2018 года все онлайн-игры платформы запускаются в собственном десктопном приложении.

## Киберспорт
Иннова активно развивает киберспорт в России. Совместно с Федерацией Киберспорта было проведено множество мероприятий по Point Blank: Кубок России, Чемпионат России, МКЛ, WCG. При поддержке Инновы российские сборные по Point Blank неоднократно становились чемпионами мира. В 2016 году впервые в России был проведен чемпионат по MMORPG — Blade & Soul, а в 2017 году — по R2 Online.
- В 2010 году в рамках лиги ESL стартовал турнир Point Blank 5х5 Elite Cup, в котором приняло участие 128 команд[44]
- В 2010 году Point Blank на World Cyber Games 2010[45]
- В 2011 году Иннова при поддержке Федерации компьютерного спорта России провела масштабный турнир Point Blank Cyber Series с отборочными в 14 городах. Участники боролись за 1 000 000 рублей[45]
- В 2013 году Иннова провела чемпионат России по Point Blank в 12 городах с грандиозным финалом в Москве
- В 2014 году Иннова и StarLadder провели 10-й юбилейный сезон Point Blank SLTV
- В 2015 году запущена собственная киберспортивная площадка Инновы — «Арена Фогейм»
- В 2016 году прошел первый в России киберспортивный турнир по Blade & Soul
- В 2017 году в киберспортивном клубе Gamer Stadium состоялся первый в России международный турнир по R2 Online. Победа досталась российской команде FreePlay[46]
- Иннова совместно со StarLadder впервые провела в России мировой чемпионат по Point Blank PBWC`2017
- В 2018 году команда ру-сервера становится мировыми чемпионами по Blade & Soul[47]

## Награды
- Lineage 2 победила в номинации «Лучшее PvP» по мнению читателей «GoHa Awards 2011»[48]
- PlanetSide 2 в 2012 году признан лучшим многопользовательским шутером по мнению редакции «GoHa Awards 2012»[49]
- Иннова заняла 23-е место в топ-30 крупнейших российских интернет-компаний 2013 года по версии Forbes[17]
- Промосайт игры PlanetSide 2 получил престижный приз от FWA и сайта Aaawards в 2014 году[21][50]
- Blade & Soul стала самой ожидаемой MMORPG игрой 2015 года в номинации «GoHa Awards 2015 — Выбор читателей»[51]
- Иннова признана лучшим издателем MMORPG в СНГ по мнению читателей «GoHa Awards» в 2015 году[29]
- Lineage 2 победила в номинации «Нестареющая классика» по мнению редакции «GoHa Awards 2016»[29]

## Социальные акции
Помощь для реабилитационного центра «Золотой ключик»
В 2013 году команда Lineage 2 RU провела благотворительную акцию «Помоги детскому центру». Все средства, вырученные от продажи в игровом магазине предмета «Благословение Кота-Ангела», были потрачены на вещи для реабилитационного центра «Золотой ключик».
Помощь для Лухтоновского детского дома
В 2015 году команда Point Blank совместно с разработчиком игры Zepetto и благотворительным фондом «Детский дом» провела благотворительную акцию ко дню рождения игры. Все средства от продажи предмета «Нимб» в игровом магазине пошли на помощь детям в Лухтоновском детском доме.

## Критика
В январе 2010 года игрок Lineage 2 выиграл суд с Инновой по иску о блокировке дорогостоящего аккаунта и обвинений со стороны Компании в не «чистоплотности» при осуществлении покупок и сделок в игре, направленных на прокачку его персонажа.
В июле 2011 года в сети разгорелся крупный скандал, связанный с отношением Инновы к своим сотрудникам и методами работы компании.
Также, серьёзной критике было подвергнуто программное обеспечение Frost Security — система защиты онлайн игр компании от ботов, читов, нечестной игры, используемая Инновой. Критики указывали, что по своему функционалу оно сопоставимо с программным обеспечением ботнетов и предоставляет компании Иннова бесконтрольный доступ к компьютерам игроков из зарубежного центра управления. И, что этот доступ может быть использован для осуществления вредоносных технически и сомнительных юридически действий.